# Lee Teng-hui
Lee Teng-hui (xinès (Taiwan): 李登輝)  (Sanshi, 15 de gener de 1923 - Hospital General dels Veterans de Taipei, 30 de juliol de 2020) fou un polític taiwanés. Va ser President de la República de la Xina i President del Kuomintang entre 1988 i 2000.
Va estudiar a la Universitat de Kyoto, a Cornell (Estats Units) i a la Taipei, on va donar classes d'agricultura econòmica fins al 1978. Membre del Guomindang, va ser governador de Taipei, vicepresident de Taiwan i a la mort de Chiang Ching-kuo va esdevenir president del país. El 1996 va ser reelegit amb majoria absoluta però el 2000 va ser derrotat pel candidat del Partit Demòcrata Progressista, Chen Shui-bian.